# Nersé d'Ibérie
Nersé d'Ibérie (en géorgien : ნერსე, aussi écrit Nersés) est un prince-primat d'Ibérie de la dynastie des Nersianides, qui règne de 760 à 772 puis de 775 à 779/780.

## Biographie
Nersé Nersiani est le fils d'Adarnassé III d'Ibérie, à qui il succède en 760 comme curopalate d'Ibérie. Toutefois, comme son père, il est soumis au calife Al-Mansur, qui le destitue et l'emprisonne à Bagdad, en 772. Relâché en 775 par le nouveau calife Al-Mahdi, Nersé est restauré la même année sur le trône d'Ibérie mais continue à avoir des difficultés avec les Arabes, et doit s'exiler en Khazarie. Reçu chez les Khazars avec honneurs, mais incapable de gagner de l'aide pour reconquérir son trône, Nersé doit rejoindre l'Abkhazie, où sa famille s'est réfugié. 
En 779/780, le Calife donne le trône de Nersé au neveu de celui-ci, Stéphanos III d'Ibérie, qui est le fils de sa sœur. Nersé abandonne ses prétentions au trône et obtient l'autorisation du Calife de retourner en Ibérie. Il disparaît de l'histoire en 786, lors du martyre de son serviteur arabe et chrétien Abo.